# La Rivière-Saint-Sauveur

La Rivière-Saint-Sauveur este o comună în departamentul Calvados, Franța. În 1 ianuarie 2022 avea o populație de 2.535 de locuitori.